# Przestrzeń dwuwymiarowa
Przestrzeń dwuwymiarowa – potoczna nazwa przestrzeni euklidesowej o dwóch wymiarach, lub równoważnej jej przestrzeni kartezjańskiej. Jest to przestrzeń opisująca np. relacje między punktami na płaszczyźnie.
„Dwuwymiarowa” oznacza, że do określenia każdego punktu tej przestrzeni potrzebne są i wystarczają dwie liczby rzeczywiste zwane współrzędnymi. Współrzędne dowolnego wybranego punktu mogą być różne i co innego oznaczać w zależności od przyjętego układu współrzędnych, jednak zawsze będzie ich para.
W szerszym znaczeniu przestrzeń dwuwymiarowa to dowolna przestrzeń matematyczna o dwóch wymiarach, np. powierzchnia kuli (sfera).